# Basquetebol nos Jogos Sul-Americanos de 2018
As competições de basquetebol nos Jogos Sul-Americanos de 2018 ocorreram entre 27 de maio e 7 de junho em um total de 2 eventos. As competições aconteceram no Coliseo Polideportivo Evo Morales, localizado em Cochabamba, Bolívia.

## Forma de disputa
As competições de basquetebol foram disputadas por atletas sem restrição de idade. O torneio masculino foi disputado por sete equipes em grupo único, no sistema de pontos corridos. Já o torneio feminino foi disputado por seis equipes, no mesmo formato.

## Calendário
| G | Fase de grupos |

| Basquetebol | Sáb 26 | Dom 27 | Seg 28 | Ter 29 | Qua 30 | Qui 31 | Sex 1 | Sáb 2 | Dom 3 | Seg 4 | Ter 5 | Qua 6 | Qui 7 | Sex 8 |
| ----------- | ------ | ------ | ------ | ------ | ------ | ------ | ----- | ----- | ----- | ----- | ----- | ----- | ----- | ----- |
| Masculino   |        |        |        |        |        |        |       |       | G     | G     | G     | G     | G     |       |
| Feminino    |        | G      | G      | G      | G      | G      |       |       |       |       |       |       |       |       |

## Participantes
Ao todo, treze equipes representando sete países se inscreveram, sendo que a Venezuela inscreveu uma equipe apenas para o torneio masculino.
| - ARG Argentina (23) - BOL Bolívia (24) - CHI Chile (24) - COL Colômbia (24) | - PAR Paraguai (24) - PER Peru (24) - VEN Venezuela (12) |

## Medalhistas
| Evento             | Ouro | Prata | Bronze |
| ------------------ | --- | --- | --- |
| Masculino detalhes | Adolfo López Bruno Zanotti Carlos Vallejos Diego Bareiro Diego Lesme Edgar Riveros Gabriel Peralta Guillermo Araujo Luis Ljubetic Ramón Sánchez Rodney Mercado Vincenzo Ochipinti PAR Paraguai | Bautista Lugarini Christian Bihurriet Fausto Ruesga Francisco Caffaro Francisco Farabello Juan Esteban de la Fuente Juan Marcos Juan Hierrezuelo Julián Eydallín Lucas Reyes Marco Gnass Ramiro Rattero ARG Argentina | Carlos Lauler Cristian Correa Darrol Jones Diego Low Diego Silva Franco Morales Ignacio Carrión Ignacio Tognon Javier Barra Nicolás Aguirre Patrick Montecino Sebastián Silva CHI Chile |
| Feminino detalhes  | Carolina López Diana Prens Jenifer Muñoz Libia de la Rosa Luz Asprilla Mabel Martínez Manuela Ríos María Palacio Marlyn Vente Mayra Caicedo Narlyn Mosquera Yanet Arias COL Colômbia           | Adriana Delgadillo Danitza Parra Florencia Pacheco Gabriela Herbas Jhoselin de la Barra Lucía Sejas Marcela Viscarra María Olguín María Carmona Mirian Justiniano Nicole Rojas Romina Rodríguez BOL Bolívia           | Adela Cárdenas Andrea Gómez Astrid Huttemann Carina Peña Claudia Aponte Jazmín Mercado Marta Peralta Natalia Quevedo Paloma Niz Paola Ferrari Rocío Insfran Tamara Insfran PAR Paraguai |

## Quadro de medalhas
| Ordem | País          | Medalha de ouro | Medalha de prata | Medalha de bronze | Total | Ordem por total |
| ----- | ------------- | --------------- | ---------------- | ----------------- | ----- | --------------- |
| 1     | PAR Paraguai  | 1               |                  | 1                 | 2     | 1               |
| 2     | COL Colômbia  | 1               |                  |                   | 1     | 2               |
| 3     | ARG Argentina |                 | 1                |                   | 1     | 2               |
|       | BOL Bolívia   |                 | 1                |                   | 1     | 2               |
| 5     | CHI Chile     |                 |                  | 1                 | 1     | 2               |
| TOTAL | TOTAL         | 2               | 2                | 2                 | 6     | —               |